# Marshall County, Kansas
Marshall County är ett administrativt område i delstaten Kansas, USA, med 10 117 invånare. Den administrativa huvudorten (county seat) är Marysville.

## Geografi
Enligt United States Census Bureau har countyt en total area på 2 342 km². 2 338 km² av den arean är land och 5 km² är vatten.

### Angränsande countyn
- Pawnee County, Nebraska - nordost
- Nemaha County - öst
- Pottawatomie County - söder
- Riley County - sydväst
- Washington County - väst
- Gage County, Nebraska - nordväst

### Orter
- Axtell
- Beattie
- Blue Rapids
- Frankfort
- Marysville (huvudort)
- Oketo
- Summerfield
- Vermillion
- Waterville